# رین اوزولین
رین اوزولین (انگلیسی: Rein Ozoline؛ زادهٔ ۱۸ مهٔ ۱۹۶۷) کشتی‌گیر اهل استرالیا است.